# بيتر يوهانسون (مغني)
بيتر يوهانسون (بالسويدية: Peter Johansson)‏ هو مغني سويدي، ولد في 22 أغسطس 1977 في نورشوبينغ في السويد.

## وصلات خارجية
- بيتر يوهانسون على موقع ميوزك برينز (الإنجليزية)
- بيتر يوهانسون على موقع ديسكوغز (الإنجليزية)